# Риу-Клару (футбольный клуб)
«Риу-Клару» — бразильский футбольный клуб из одноимённого города, штата Сан-Паулу. В настоящий момент клуб выступает во втором дивизионе Лиги Паулиста.

## История
Клуб основан 9 мая 1909 года, домашние матчи проводит на стадионе «Шмидтан», вмещающем 15 969 зрителей. Долгие годы клуб выступал в низших лигах чемпионата штата Сан-Паулу, лишь в 2007 году «Риу-Клару» впервые в своей истории выступил в высшей лиге чемпионата штата. Дебют в Лиге Паулиста сложился для команды вполне удачно, она заняла 12-е место из 20 участников, но на следующий год «Риу-Клару» занял последнее 20-е место и выбыл во второй дивизион Лиги Паулиста. В 2010 году «Риу-Клару» удалось вернутся в высший дивизион, но заняв по итогам чемпионата 17-е место он вновь выбыл во второй дивизион.